# Qubbet el-Hawa
 (août 2023).
Le contenu est difficilement compréhensible vu les erreurs de traduction, qui sont peut-être dues à l'utilisation d'un logiciel de traduction automatique.
Pour les articles homonymes, voir Hawa (homonymie).
Qubbet el-Hawa (la maison des vents en arabe), aussi appelée la « vallée des Princes » est une colline rocheuse située sur la rive ouest du Nil, à environ cent-trente mètres d'altitude, en face d'Assouan. C'est la nécropole de dignitaires de la région. Il y a de nombreuses tombes, dont celle de Hirkhouf. Datant de l'Ancien Empire, ces tombes fournissent des détails importants de la vie des hauts fonctionnaires. Il y a aussi des tombes des Moyen et Nouvel Empire.
Les tombes sont disposés sur trois rangées sur les pentes de Qubbet el-Hawa ; environ quatre-vingt ont été fouillés.
Sur la colline a été construit un monastère copte et quelques tombes ont été utilisés comme chapelles.

## Historique
Les sépultures datent de l'Ancien Empire jusqu'à la période gréco-romaine, mais la plupart correspondent à la période comprise entre les VIe et XXIIe dynasties. Abou, comme on l'appelait alors l'île Éléphantine, était un avant-poste égyptien dans le pays de Koush et une base commerciale importante, siège administratif à la frontière avec l'Afrique noire. Le gouverneur était à la fois gestionnaire et commandant des forces militaires qui y étaient stationnées.
La nécropole a été mentionnée pour la première fois en 1819, dans le livre Voyage en Nubie de Jean Louis Burckhardt (alias Cheikh Ibrahim Ibn Abdallah). En 1885, les fouilles ont commencé, dirigées par Sir Francis Greenfell jusqu'en 1886 puis Ernesto Schiaparelli en 1892. Ils ont découvert, entre autres, le tombeau de Harjouf. Jacques de Morgan a étudié les tombes en 1894 et William Cecil de 1903 à 1904.
En 1946, l'égyptologue Labib Habachi commence ses fouilles, qui durent jusqu'en 1951. De 1959 à 1984, l'équipe allemande de l'Archäologisches Deutsche Institut (DAI), sous la direction d'Elmar Edel, mène des études approfondies.

## Description
Les tombes ont été creusées dans la roche, les fissures et autres imperfections ont été fixés avec du mortier de chaux et de sable mélangé avec du plâtre. Sur les murs de certaines tombes il reste du stuc de décoration.
L'entrée de toutes les tombes de Qubbet el-Hawa se fait dans le centre de la salle principale, dont le plafond est soutenu par des piliers. Certaines tombes ont de petites pièces auxiliaires accessibles à partir de la pièce principale.

## Tombes principales
Les tombes suivantes ont été répertoriées et on leur a donné un numéro de référence. Il en existe d'autres, dont le propriétaire est inconnu pour certaines, mais beaucoup ne sont pas encore connues.

### Mekhou et Sabni
Les deux tombes sont reliées entre elles, ce sont celles d'un père et son fils de l'époque de Pépi II (VIe dynastie). La famille devait être très riche, les deux ont été nomarques d'Éléphantine. Les tombes surplombent le Nil.

#### Mekhou (mhw), tombe 25
Il avait des inscriptions sur le mur extérieur qui ont disparu. Apparemment, la tombe était recouverte de stuc ; il a encore quelques restes. La dimension est de 150 m2, avec le toit soutenu par six rangées de trois piliers chacune. Au fond, il y la fausse porte pour le culte, et devant une table en granit pour les offrandes. Il y a quatre autres fausses portes, deux à l'ouest, une au sud et une autre à côté de la principale. Mekhou a comme titres : « Chef des pays étrangers », « prince héritier ». Il est mort dans le désert au cours de la dernière expédition à Ouaouat, et son fils Sabni a voyagé avec cent ânes, un groupe de prêtres, des pommades, de l'huile, le miel et les linges pour momifier son père.

#### Sabni (sȝbni), tombe 26
La tombe de Sabni est d'environ 120 m2 et le toit est soutenu par quatorze piliers disposés en deux rangées. Avec celle de son père, c'est l'une des plus grandes. Sabni a aussi été nomarque, et avait le titre de « Prince de la famille royale », « Gouverneur du Sud », « ami » et « grand prêtre curateur ». Les inscriptions sur les parois de la tombe montrent que le pharaon Pépi II lui fit de nombreux dons en réparation de la mort de son père : entre autres choses, des onguents, des aliments et il lui a envoyé les meilleurs embaumeurs du pays. Au fond de la tombe, Sabni est représenté avec ses filles, des oiseaux et des poissons. Il est l'un des tableaux parmi les plus beaux et les mieux conservées des peintures de Qubbet el-Hawa.

### Sobek-Hotep (sbk-ḥtp), tombe 29
Le tombeau de Sobek-Hotep est de 15 m2, avec un pilier au centre de la pièce principale, l'entrée de porte arrière vers le bas et deux fosses. La plupart des entrées sont enlevées, mais il y a cinquante-cinq pièces de poterie utilisées pour identifier Sobek-Hotep. Il est également de l'époque du roi Pépi II.

### Hekaib (hqa-ib), tombe 30
La tombe mesure 78 m2, et le toit repose sur six piliers en deux rangées. La niche de culte, avec sa fausse porte est en face de l'entrée, environ trente centimètres plus grande que la chambre principale et est recouverte d'une couche de stuc et de panneaux peints. Dans la pièce principale, deux autres tombes sont creusées dans le sol. Les inscriptions sont en mauvais état, cependant, on déchiffre le nom et le titre de « chef des prêtres ». Elle a été provisoirement datée de la VIe dynastie.

### Ânkh-Nef-Itef, tombe 30b
La tombe est d'environ 10 m2, avec un pilier. Dans la pièce principale il y a une petite fenêtre vers la chambre à côté, sans doute pour laisser de l'amplitude. Les quinze coffres trouvés font la lumière sur le propriétaire de la tombe, car dans la tombe aucune inscription peintures ne l'indique directement. Ânkh-Nef-Itef porte le titre de « Maître ».

### SarenpoutII, tombe 31
La tombe de Sarenpout II, un nomarque du règne d'Amenemhat II, est composée d'une grande salle non décorée, creusée dans la roche, de laquelle part un couloir avec des statues pour arriver dans une petite salle avec des piliers décorés ; au fond de la salle il y a une petite niche avec des peintures dont les couleurs sont encore très fraîches.

### Iounès (hwns-hnmti smȝ), tombe 34h
Daté de la VIe dynastie, c'est un grand tombeau de près de 85 m2, avec huit piliers, avec plusieurs couloirs et les chambres. Y sont enterrés Chun et sa femme, suggérant une relation spéciale entre les deux, puisque la plupart des femmes ont été enterrées dans le cimetière d'Éléphantine.

### Hirkhouf (hrw-hw.f), tombe 34n
La pièce principale a une taille d'environ 25 m2, avec trois piliers, et date du temps de Pépi II. Hirkhouf porte les titres de « chef de tous les pays étrangers de l'Est et l'Ouest », « qui prend son Seigneur tous les produits de pays étrangers », « chef de la Haute-Égypte », « chef des porteurs du sceau royal », « prêtre lecteur  » et « chef de l'armée ». Des inscriptions, il semble que Hirkhouf et son père firent plusieurs expéditions en Libye pour le pharaon Mérenrê II, d'où ils ont rapporté des amulettes, de l'ivoire, des semences, des animaux et des objets de luxe. Une autre inscription indique l'appréciation du pharaon (dans sa deuxième année au pouvoir).

### Heqa-ib Pépi-Nakht (hkȝ-ib pp-nḥt), tombe 35d
À Qubbet el-Hawa il y a trois tombes dont le nom du propriétaire est Heqaib : la tombe 39d de l'époque de Pépi II, la tombe 35 (d'un noble), également contemporaine de Pépi (mais abandonnée car étant trop petite) et la 35d. Heqaib portait les titres de « chef de l'armée », « chef des interprètes » et « chef des pays étrangers ». En 1947, Labib Habachi trouve une chambre souterraine décorée avec des peintures préservées.

### SabniII(sȝbni n-nbw-nbt), tombe 35e
Dans la cour de la tombe de Heqaib il y a l'entrée de la tombe de Sabni II. À côté, une autre qui est aussi celle d'un autre homme nommé Sabni. Les magnifiques peintures murales montrent Sabni entre autres, le bâton et le sceptre et le fonctionnaire typique barbe. Une inscription décrit comment Sabni prépare et transporte vers leur destination deux obélisques. Il porte les titres de « directeur de la salle » (sans doute le magasin de Pharaon) et « garde des sceaux du roi ». Le tombeau est d'environ 60 m2 et le toit repose sur quatre piliers.

### SarenpoutIer(Sȝ-rnpwt), tombe 36
C'est le tombeau du prince Sarenpout, une des plus anciennes du Moyen Empire. Sarenpout a été nommé prince d'Abou par le pharaon Sésostris Ier. Les inscriptions sur la tombe disent la dévotion des gouverneurs de la région.

### Henebaba, tombe 88
La tombe d'Henebaba n'est pas aussi grande que celle des princes d'Éléphantine. Une chambre principale carrée relativement faible, supportée par quatre piliers. De cette chambre quatre galeries partent vers le fond où ont été trouvés des petits objets, des bijoux, des perles et de la vaisselle. Il n'y a pas d'inscriptions sur les murs, seulement sur des pots.

### Sobek-Hotep (sbk-ḥtp), tombe 90
Elle est l'une des plus importantes, avec environ 80 m2 et treize piliers carrés. Dans la tombe il y avait 185 navires datant de sa construction de l'époque de Pépi II. Sobek-Hotep est intitulé « prêtre de Dieu ».

### Set-Ka (st.kȝ ii-smȝ), tombe 110
Datant de la Première Période intermédiaire, elle a une superficie d'environ 70 m2 avec huit piliers en deux rangées, et une fenêtre sur le mur extérieur qui a été ouvert à partir du monastère copte. De l'autre côté, il y a deux niches pour le culte. Une table à offrandes, à l'origine située en face de la niche, est maintenant au fond de la pièce. Certaines inscriptions et les peintures sont en partie détruites et en mauvais état, mais on arrive à lire que Set-Ka a les titres de « surveillant des prêtres de la pyramide de Pépi II », « contrôleur des pays étrangers ».